# Mohammed Kazem
Pour l’article ayant un titre homophone, voir Kasem.
Mohammed Kazem, né en 1969 à Dubaï (Émirats arabes unis), est un artiste contemporain émirati travaillant à Dubaï, aux Émirats arabes unis.
Il travaille principalement la vidéo, l'art sonore, la photographie, les objets trouvés et l'art de la performance.
Kazem est l'un des cinq artistes conceptuels émiratis dont le travail a été reconnu en tant que groupe dans l'exposition "5 UAE" de 2002 au Musée Ludwig d'Aix-la-Chapelle. Les autres artistes du groupe comprennent les frères Hassan (en) et Hussain Sharif (en), Abdullah Al Saadi (en) et Mohammed Ahmed Ibrahim (en).

## Biographie
Kazem naît en 1969 et est le fils d'un chauffeur de taxi.
En 1984, il est présenté à son futur mentor et ami, Hassan Sharif, fondateur de Dubai Art Atelier, le premier centre destiné aux jeunes artistes et un pionnier de la scène artistique conceptuelle au début des années 1970 aux Émirats arabes unis,.
En 1987, Kazem a obtenu un diplôme en peinture de l'Emirates Fine Arts Society, puis a rejoint l'Université des Arts de Philadelphie où il a obtenu sa maîtrise en beaux-arts en 2012.

## Expositions (sélection)
- 1997 : Autobiography 1, EAU[7]
- 2000 : Biennale de La Havane – La Havane, Cuba
- 2002 : Biennale de Dhaka, Dhaka, Bangladesh
- 2003 : 37e Art Cologne, Cologne, Allemagne
- 2003 : 6e Biennale de Sharjah, Sharjah, EAU
- 2006 : Biennale de Singapour, Singapour
- 2013 : Poétique et significations, Dubaï, EAU
- 2013 : Pavillon des Émirats arabes unis à la Biennale de Venise, Italie
- 2013 : Emirati Expressions, île de Saadiyat, Abou Dhabi, EAU[8]
- 2015 : 12e Biennale de Sharjah, Sharjah, EAU
- 2017 : Programme artistique Rolls-Royce d'Abou Dhabi 2017[9]
- 2022 : 16e Biennale d'art contemporain de Lyon

## Collections
Le travail de Kazem est conservé dans des collections privées et publiques, notamment :
- Mathaf : Musée arabe d'art moderne de Doha, Qatar.
- Musée d'art de Sharjah, Sharjah, Émirats arabes unis.
- Barjeel Art Foundation, Sharjah, EAU.
- Sittard Art Center, Pays-Bas.
- Collection JP Morgan Chase, États-Unis.
- Collection Deutsche Bank, Allemagne.